# Storia (racconto)
Storia (History) è un racconto di fantascienza di Isaac Asimov pubblicato per la prima volta nel 1941 sul numero di marzo della rivista Super Science Stories.
Successivamente è stato incluso nell'antologia Asimov Story (The Early Asimov) del 1972.
È stato pubblicato varie volte in italiano a partire dal 1973.

## Trama
Uno studioso marziano di nome Ullen conduce ricerche sulla storia della Terra. John Brewster, un ex studente, gli racconta di essersi appena arruolato alla difesa terrestre in seguito allo scoppio della guerra tra la Terra e Venere. I marziani, con una popolazione scarsa, evitano il coinvolgimento in conflitti e Ullen trova la sola idea sconcertante. In seguito, in una conversazione con un terrestre in un rifugio antiatomico durante un'incursione aerea, Ullen fa casualmente cenno a un'antica arma marziana chiamata skellingbeg. Alla sua visita successiva, Brewster accompagna Ullen da un fisico di nome Thorning a Washington, il quale lo interroga a proposito dell'arma. Come storico Ullen non conosce i dettagli tecnici, ma sa che lo skellingbeg poteva polverizzare gli oggetti di ferro, nichel e cobalto. Thorning riesce a cogliere qualche informazione anche se, dato che i marziani hanno da tempo rinunciato alla scienza, non esistono più testi scientifici sull'argomento.
Quando la guerra comincia a prendere una brutta piega per i terrestri, Brewster affronta Ullen per avere maggiori informazioni sull'arma marziana, arrivando ad accusarlo di reticenza per ottenere più fondi dal governo della Terra. Alla fine Ullen cede quando Thorning lo minaccia di bloccare il suo progetto di ricerca storica. Fornisce i vaghi dettagli che ricorda sull'arma e uno degli assistenti di Thorning capisce che gli scienziati terrestri stanno lavorando su una macchina simile. Su questa base la Terra riesce a sviluppare un'arma simile allo skellingbeg, con la quale riesce a vincere la guerra, al termine della quale, in segno di gratitudine, il governo intitola a Ullen un museo della guerra, con gran dispiacere dello stesso Ullen.